# Cerámica ibérica

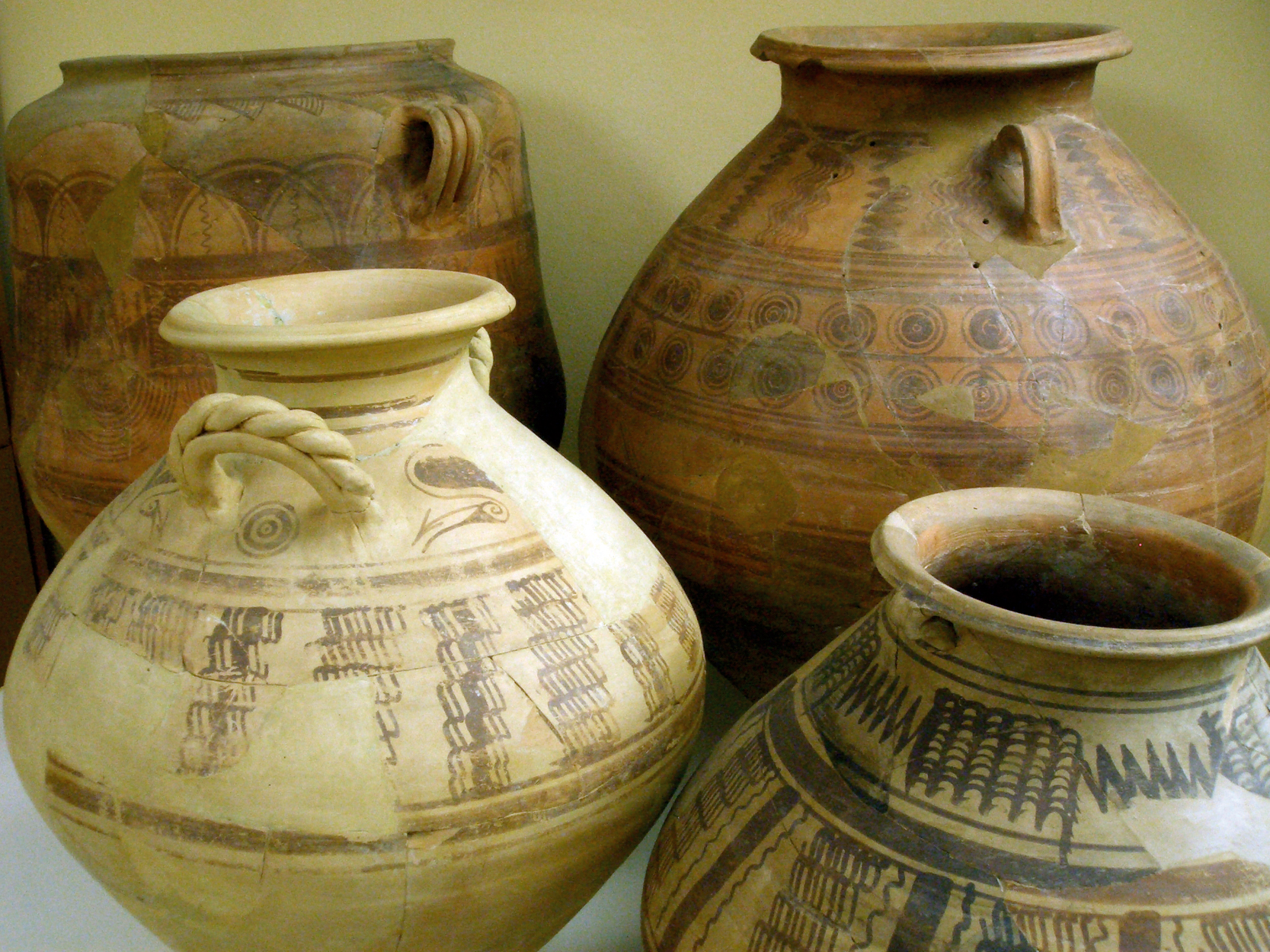
Cerámica pintada del Castellet de Bernabé (Llíria, Valencia).

Cerámica ibérica es la denominación que en algunos contextos de investigación arqueológica engloba la producción ibera de obra cerámica elaborada con torno rápido, cocida a alta temperatura en hornos de cocción oxidante, y fechada entre el siglo VI y el I a. C. Algunos estudios consideran que este concepto –cerámica ibérica–, aún impreciso, resulta demasiado genérico para la gran variedad de producciones a las que se aplica; no obstante, suele referirse en primera instancia a la cerámica ibérica pintada, un conjunto de vajilla fina decorada con motivos geométricos, florales o humanos de color rojo vinoso. Además de esta categoría que es la más común y generalizada del territorio ibérico, existen otras de similar tecnología y distribución, como la cerámica ibérica lisa (sin decoración), la cerámica ibérica bruñida con incisiones o impresiones, muy difundida en la Meseta, y otras técnicas como la “cerámica de cocina”, cuya pasta incluye desengrasantes que le proporcionan propiedades refractarias, o las llamadas cerámicas grises que proceden de cocciones reductoras, al igual que la cerámica gris, bastante común en el noreste peninsular, puede ser lisa o pintada en blanco.
La existencia de diferentes producciones regionales ha propiciado que en un primer momento los estudios de la cerámica ibérica se limitaran a colecciones específicas (como las del Valle del Ebro, la Alta Andalucía, la provincia de Alicante, o la Región de Murcia), aunque existen otras propuestas de síntesis general.
En cuanto al origen de las cerámicas ibéricas pintadas, los materiales encontrados descubren una correlación entre las importaciones fenicias del siglo VII a. C. y las primeras cerámicas a torno ibéricas que empiezan imitando aquellos prototipos, tanto en forma como en decoración, para consolidar posteriormente tipologías genuinas que incorporan también formas tradicionales del periodo conocido como Hierro antiguo y formas de inspiración griega, cuando no directamente sus imitaciones.

## Los orígenes de la cerámica ibérica

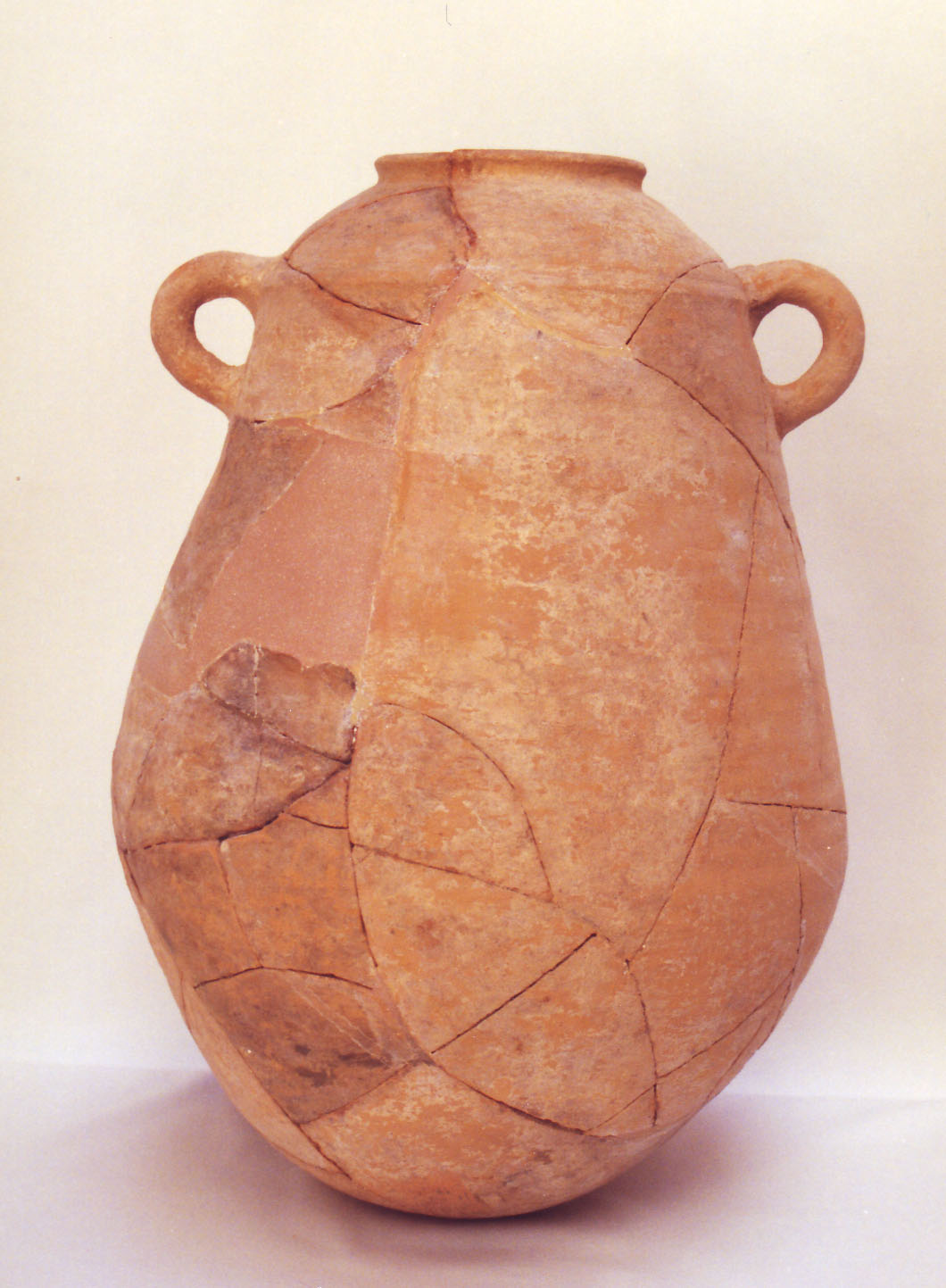
Imitación ibérica de ánfora fenicia - Alt de Benimaquia, s. a. C.

Existe cierto consenso sobre el origen fenicio de las fuentes de inspiración que dieron lugar a las formas de la cerámica ibérica. A lo largo del siglo VII a. C. las ánforas, tinajas y otras cerámicas a torno, lisas o pintadas fenicias introducidas en el medio indígena peninsular desde las colonias fenicias de Andalucía, dieron lugar a una corriente de imitaciones, burdas en un principio, pero gracias al torno de alfarero y al horno de cámara alcanzaron pronto un alto nivel tecnológico. Las formas que alcanzaron mayor popularidad en esta fase inicial son el ánfora tipo R1 (Rashgún 1), la tinaja pithoide y la urna del tipo Cruz del Negro. Evidenciado por primera vez en Los Saladares (Orihuela), este proceso de aculturación que forma parte de la dinámica orientalizante, ofrece sus mejores testimonios en el sur y el sureste peninsular (de la costa de Huelva a la cuenca del Júcar) sin que sea posible constatar un único foco de difusión. En el Cerro de Los Infantes (Granada) un alfar indígena producía ánforas de tipología fenicia a inicios del siglo VI a. C. asimismo, l'Alt de Benimaquia (Denia) ofrece testimonios de una producción vinaria indígena incipiente del mismo momento, en un contexto en el que abundan las ánforas fenicias y sus imitaciones indígenas a torno, o sea ibéricas. Estas excavaciones arqueológicas proporcionan de paso la hipótesis que la producción de vino, un brebaje exótico desconocido hasta que lo trajeron los fenicios, y la necesidad de producir ánforas, un envase que no formaba parte de los repertorios locales, motivó el cambio tecnológico (torno, horno de cámara) del que resultó la cerámica ibérica. Este proceso resultó ser eminentemente meridional ya que los contactos con los fenicios no acarrearon reacciones de aculturación semejantes en las comunidades indígenas del este y noreste peninsular, tal y como se ha comprobado en Vinarragell (Burriana), Aldovesta (Benifallet). Éstas adoptaron a partir de la segunda mitad del siglo VI a. C. entre otras mutaciones rotundas de sus modos de vida, una cerámica ibérica ya elaborada, procedente del sur y del sureste como se constata en l'Illa d'En Reixach (Ullastret).
En resumen, a partir de finales del siglo VII a. C. y durante gran parte del siglo VI a. C., las primeras cerámicas ibéricas pintadas y lisas del sur y sureste peninsular muestran repertorios de clara filiación fenicia, sobre todo en lo que se refiere a los grandes contenedores como ánforas o tinajas, que incorporan poco a poco formas nacidas de la creatividad indígena.

### La urna de orejetas perforadas

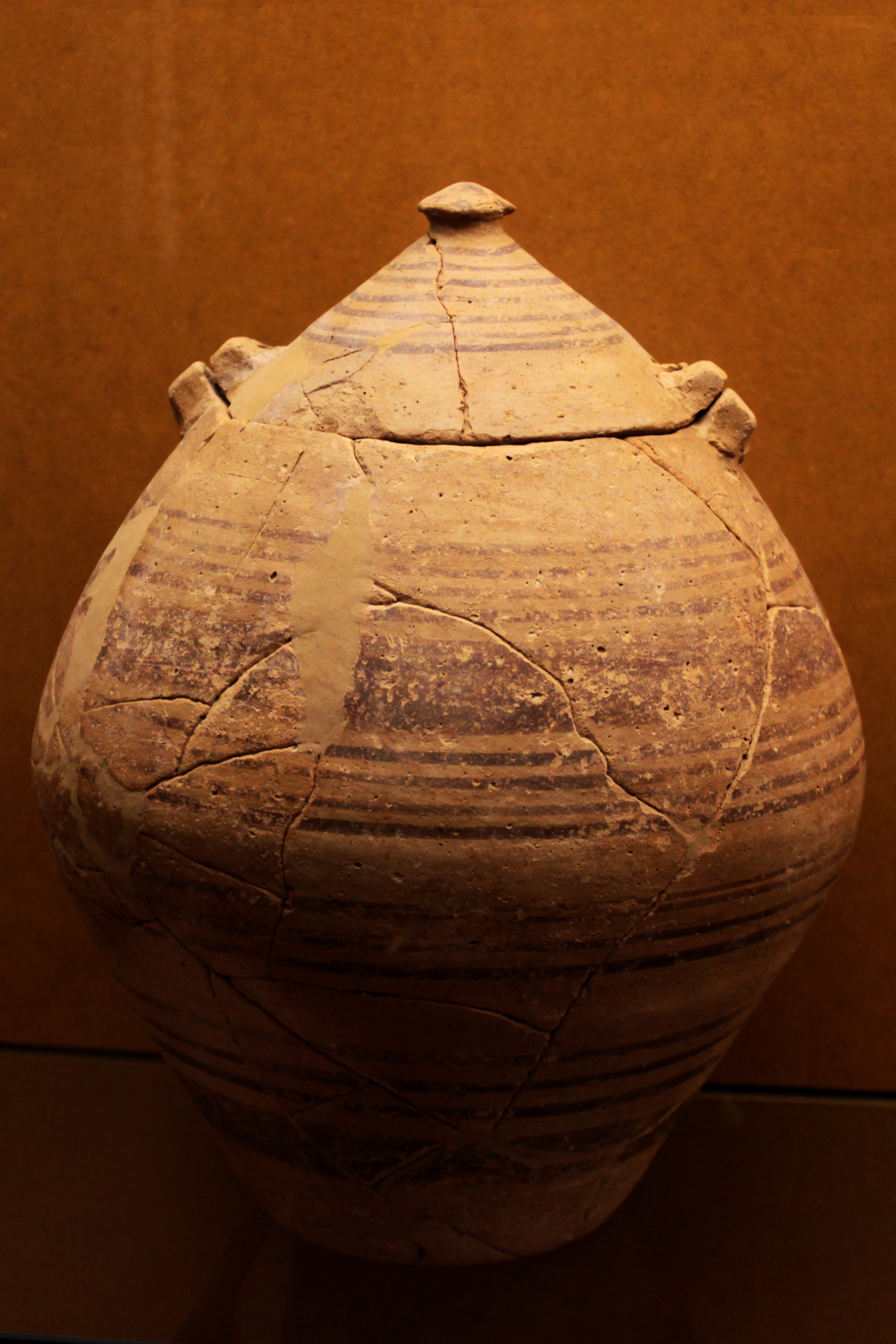
Urna de orejetas perforadas de La Solivella (-)

Por su tipología, funcionalidad y difusión, la urna de orejetas perforadas constituye la forma más emblemática de la cerámica ibérica pintada durante el periodo Ibérico Antiguo. El prototipo no procede del ingenio indígena, sino de una forma de origen oriental que alcanzó en el territorio ibérico una enorme popularidad. El cierre hermético de su tapadera hacía de este vaso una forma idónea para la función de urna cineraria y desde el Molar en el Bajo Segura (Alicante), hasta Saint Julien (Pézenas) a orillas del Hérault, la mayoría de las necrópolis ibéricas de los siglos VI y V a. C. incorporan la urna de orejetas perforadas en alguna de sus tumbas. Solveig Nordström ha descrito la técnica de fabricación que permitía el encaje exacto y hermético de la tapadera sobre la urna: Ésta se elaboraba de una sola pieza, incluyendo las orejetas, y luego la tapadera era recortada sobre el torno, con la arcilla todavía blanda. Las orejetas son esos apéndices diametralmente opuestos del vaso y la tapa, atravesadas transversalmente por una perforación que podía cerrarse garantizando el bloqueo de la tapa.
La importancia de la urna de orejetas perforadas radica en un triple motivo. Aunque preexistente, la forma sólo alcanzó popularidad en el marco de la Cultura Ibérica; de hecho su popularización marca el fin del período orientalizante de palpable filiación fenicia y el inicio de lo genuinamente ibérico. Su cronología hace de ella un fósil director del período Ibérico Antiguo, ya que aparece hacia mediados del siglo VI a. C. y cae en desuso a inicios del siglo IV a. C. Finalmente, su distribución del río Segura al Hérault indica que, contrariamente al período anterior, todos los pueblos de esta franja costera constituían una koiné, una comunidad de intereses, posiblemente comerciales y, porqué no, culturales, cuyo factor de cohesión e identificación era ya en el siglo VI a. C. la Cultura Ibérica.

## Las cerámicas ibéricas del período pleno
Miquel Tarradell y Enric Sanmartí (1980) habían constatado la uniformidad tipológica del período antiguo, ya que las mismas formas y decoraciones se hallaban distribuidas en todo el territorio ibérico; sin embargo, a partir del s. IV a. C. se constata una diversificación de los repertorios formales y decorativos que ha acarreado la fragmentación de los estudios sobre la cerámica ibérica desde sus ámbitos regionales. Porque indudablemente existen rotundas diferencias entre el noreste peninsular, donde la cerámica ibérica pintada cae en desuso siendo substituida por producciones grises monocromas, y el sureste, donde las tipologías de formas consolidan prototipos y donde las artes decorativas alcanzan cierto grado de creatividad y sofisticación.

### La cerámica ibérica de cocina
La tradición cerámica ibérica alcanzó el ámbito culinario desde el período ibérico antiguo, de forma que en gran parte del territorio ibérico las producciones modeladas a mano fueron desapareciendo a lo largo de los siglos VI y V a. C. En la provincia de Castellón, el río Mijares marca el límite entre la tradición de cerámicas ibéricas a torno y a mano ya que al norte de dicho río, en toda Cataluña y en Languedoc la tradición de las cerámicas de cocina a mano perduró hasta el Imperio romano. Las cerámicas ibéricas de cocina cuentan con un reducido repertorio de formas del que destaca una olla globular, panzuda, de perfil bitroncocónico, borde saliente y base cóncava, y una tapadera hemisférica de pomo anillado. Este "servicio" existe en una gran variedad de tamaños, con pocas variaciones tipológicas. La técnica de elaboración de la cerámica de cocina resulta algo más compleja que la cerámica fina, debido a la inclusión deliberada de desengrasante en la arcilla, que no hay que confundir con las finas partículas, por ejemplo de mica dorada, contenidas de forma natural en el material arcilloso usado por los ceramistas. El desengrasante tenía la finalidad de otorgar propiedades refractarias a la cerámica, ya que sin él la diferencia de temperatura entre el interior y el exterior de las ollas de cerámica puestas al fuego hubiera provocado su resquebrajamiento. En el ámbito edetano, el desengrasante de la cerámica de cocina incluye cuarzo molido bastante grueso, con una granulometría grande. Otras inclusiones como la calcita se han disuelto con el tiempo y han dejado poros en la superficie de los vasos. Finalmente, la cocción de esta categoría de cerámica es de técnica reductora, es decir que su gama de colores incluye grises, amarillentos, marrones y negros. La vocación doméstica y culinaria de estas cerámicas es indudable ya que muchas de ellas ostentan en su base los rastros inequívocos de haber permanecido en un hogar. Sin embargo, está documentado su uso como urna de enterramiento o como vaso de almacenaje.

### Las cerámicas bruñidas con decoración impresa
En el período Ibérico Pleno se consolidan algunas producciones que empezaron a elaborarse en el siglo anterior, como las cerámicas con decoración impresa cuyas características permiten ahora diferenciar áreas de fabricación. Las cerámicas con decoración impresa también se han incorporado al conjunto de producciones ibéricas. El primero en realizar una recopilación sobre esta técnica decorativa fue Cura Morera para Cataluña, a la que siguieron la Meseta oriental, Murcia, Andalucía oriental y Valencia. En el territorio de la ciudad de Kelin (Caudete de Las Fuentes, Valencia) se ha definido una producción propia con decoración de ovas, espigas, flores, volutas, etc. que perdurará toda la centuria siguiente; en Murcia, se han diferenciado tanto cerámicas con impresiones de estilo indígena como otras que imitan sellos clásicos, llegando a proponer, algunos autores, el uso de matrices importadas; mientras que en la Oretania se pueden distinguir las producciones del Norte, con el Cerro de las Cabezas (Valdepeñas) como centro más importante (Fernández Maroto et alii, 2007), y las procedentes del Alto Guadalquivir; también en Cataluña, hay decoración impresa sobre cerámica gris.

### Las cerámicas ibéricas de barniz rojo
Las cerámicas de engobe o barniz rojo tienen su localización en áreas geográficas más concretas, lo que facilita su identificación. Emeterio Cuadrado el primero caracterizó las producciones de Murcia y Albacete, utilizando a menudo el término de cerámicas Ibero-Turdetanas. Más tarde se diferenciaron las producciones ilergetas, las oretanas, con y sin decoración impresa, y las del territorio de Kelin cuyo estudio es todavía muy incipiente.

### Las imitaciones

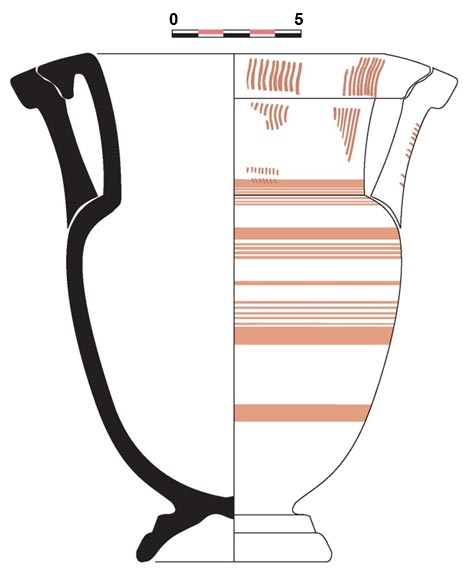
Imitación ibérica de una crátera de columnas. Necrópolis de Los Campos de Gimeno, Enguera (Valencia).

Una de las características de la cerámica ibérica es que a lo largo del tiempo, su repertorio de formas fue incorporado reinterpretándolos algunos de los prototipos más populares de las producciones fenicias, púnicas, griegas y finalmente romanas. El fenómeno de la imitación se da con más frecuencia en las llamadas producciones de prestigio, con especial predilección hacia las cerámicas áticas de figuras rojas y de barniz negro, las cerámicas de barniz negro helenísticas y romanas, reflejando el valor ideológico que les otorgaban los indígenas.

### Las cerámicas grises monocromas del noreste peninsular
Durante el período Ibérico Pleno, las cerámicas ibéricas pintadas que constituyen la gran mayoría de producciones ibéricas caen en desuso en el noreste peninsular donde se afianzan las cerámicas grises cuyo uso se había consolidado en el período anterior atribuyéndose a la tradición focea de las cercanas colonias griegas de Emporion, Rhode y Agathe. Las producciones mejor definidas de este período son, pues, la llamada cerámica "gris monocroma" o "gris de la costa catalana", con formas destinadas fundamentalmente a la vajilla de mesa. Algunos de los tipos más característicos son las jarritas, copas, platos, jarros, askoi y kántharos. En este repertorio, la jarrita bicónica con un asa vertical alcanzó una enorme popularidad tanto en el ámbito peninsular como en el resto de la cuenca occidental del mediterráneo, donde aparece junto con el «Sombrero de Copa» a partir de finales del siglo III a. C. También en el área indigeta se produce una cerámica muy peculiar decorada con pintura blanca, cuyo alfar estaría ubicado en el entorno inmediato del Puig de Sant Andreu de Ullastret y que llega incluso a producir decoraciones figuradas de guerreros y jinetes a imitación de los estilos levantinos. Se fecha entre la segunda mitad del siglo IV y todo el III a. C., pero con un ámbito de difusión muy reducido.

## Del período Ibérico Pleno al Ibérico Tardío
A partir del último cuarto del s. III a. C. y durante el s. II a. C. las decoraciones de las cerámicas ibéricas pintadas del este peninsular sufren un salto cualitativo cuyo máximo exponente consiste en el enriquecimiento de los repertorios decorativos con motivos vegetales y florales, epigráficos, animales y humanos, aunque la gran mayoría de las producciones siguen ostentando decoraciones estrictamente geométricas. Las diferencias regionales en estilos pictóricos y en contenidos temáticos fueron detalladamente descritas por Miquel Tarradell. Desde una perspectiva antropológica, las nuevas decoraciones dejan sospechar la existencia de artesanos especializados muy cualificados, ya que algunos escriben, y constituyen el testimonio de una producción de bienes de prestigio incentivada desde los más altos estamentos de las sociedades urbanas. Y aunque existen diferentes estilos y cronologías, el denominador común de todas ellas es que reflejan los valores universalmente asociados a las aristocracias. Por otra parte, no se puede negar que en mayor o menor medida las diferentes producciones estén emparentadas, por lo que reflejan también la intensidad de contactos inter-tribales a pesar de un alejamiento geográfico a menudo considerable. Una producción cerámica característica del mundo ibérico tardío es el kálathos, que tiene forma de sombrero de copa.

### El estilo de Liria-Oliva

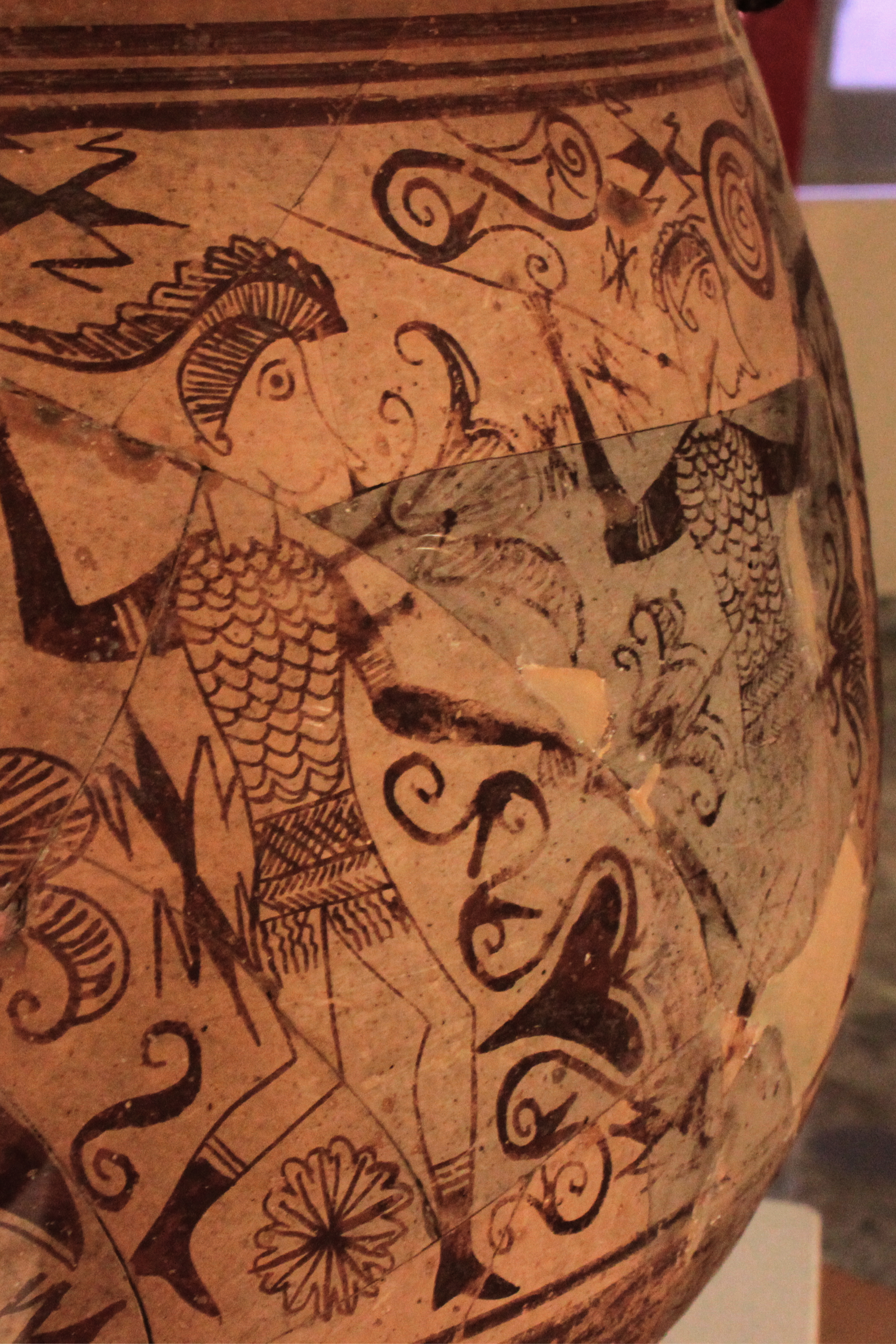
Detalle del Vaso de los Guerreros del yacimiento de Tosal de San Miguel, antigua Edeta.

La llamada escuela de Liria-Oliva consiste en un estilo decorativo epigráfico, floral y humano de la cerámica ibérica pintada, donde se representan personajes de ambos sexos ocupados en actividades como el combate, la caza o la vida espiritual, a veces acompañados de leyendas epigráficas en alfabeto levantino. El estilo de Liria-Oliva es eminentemente narrativo. Las excavaciones de Llíria han proporcionado la más famosa y extensa colección de este estilo destacando el Vaso de los Guerreros con Coraza, el Vaso de los Guerreros, que describe una escena de guerra con jinetes provistos de cascos con penachos, cotas de malla, jabalinas y falcatas e infantes con cascos, escudos y jabalinas en un entorno de decoración vegetal; el Vaso de la Batalla Naval o el Kalathos de la Danza. El nombre de Líria-Oliva se debe a que en la época de su formulación, el poblado contestano del Castellar de Oliva constituía el punto más meridional de dispersión de este tipo de hallazgos. Impulsada por las aristocracias del período Ibérico Pleno, esta producción de bienes de prestigio de distribución predominantemente urbana pudo en un principio difundirse desde un único centro, pero el mecanismo de la emulación competitiva sin duda incentivó rápidamente otras producciones, cuya difusión se extiende con variaciones estilísticas y cronológicas desde Burriana hasta la Albufereta de Alicante y desde Sagunto hasta Caudete de las Fuentes. Cronológicamente, el estilo de Liria-Oliva se enmarca entre mediados del siglo III y el siglo I a. C. y no existe, en el estado actual de la investigación, ningún hallazgo de decoración de Liria-Oliva anterior a mediados del s. III a. C.

### El estilo de Elche-Archena

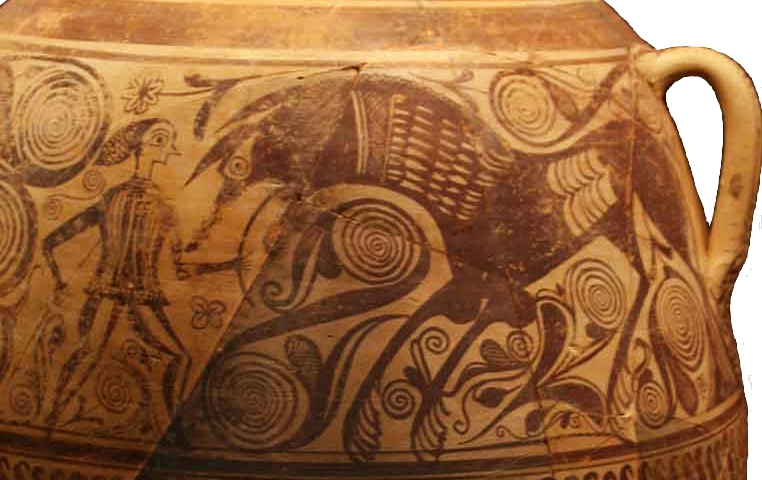
Escena figurada en un tinaja ibérica de La Alcudia de Elche

El estilo de Elche-Archena ha sido definido a partir de los hallazgos de la Alcudia (Elche) y del Cabezo del Tío Pio (Archena, Murcia) Al igual que Liria-Oliva, Elche-Archena es un estilo pictórico narrativo donde los motivos geométricos se asocian a representaciones florales, animales y humanas. La gran diferencia con el anterior estriba sobre todo sus temáticas eminentemente religiosas, destacando los contenidos de corte mitológico y posiblemente, el mundo de ultratumba. Aparecen divinidades aladas, fieras con las fauces abiertas en actitud amenazantes, a veces enfrentadas en combate a un personaje humano representado recurrentemente como un héroe mitológico. Las investigaciones más recientes fechan el inicio del estilo de Elche-Archena a partir de mediados del siglo II a. C. y su final en el siglo I d. C. Aunque genuinamente ibérico en su expresión y contenido, el estilo Elche-Archena constituye una expresión artística del período ibero-romano. Su aportación al conocimiento de la Cultura Ibérica es complementaria a la de Liria-Oliva, ya que las temáticas constituyen una puerta abierta sobre la superestructura y la expresión religiosa de los Iberos.

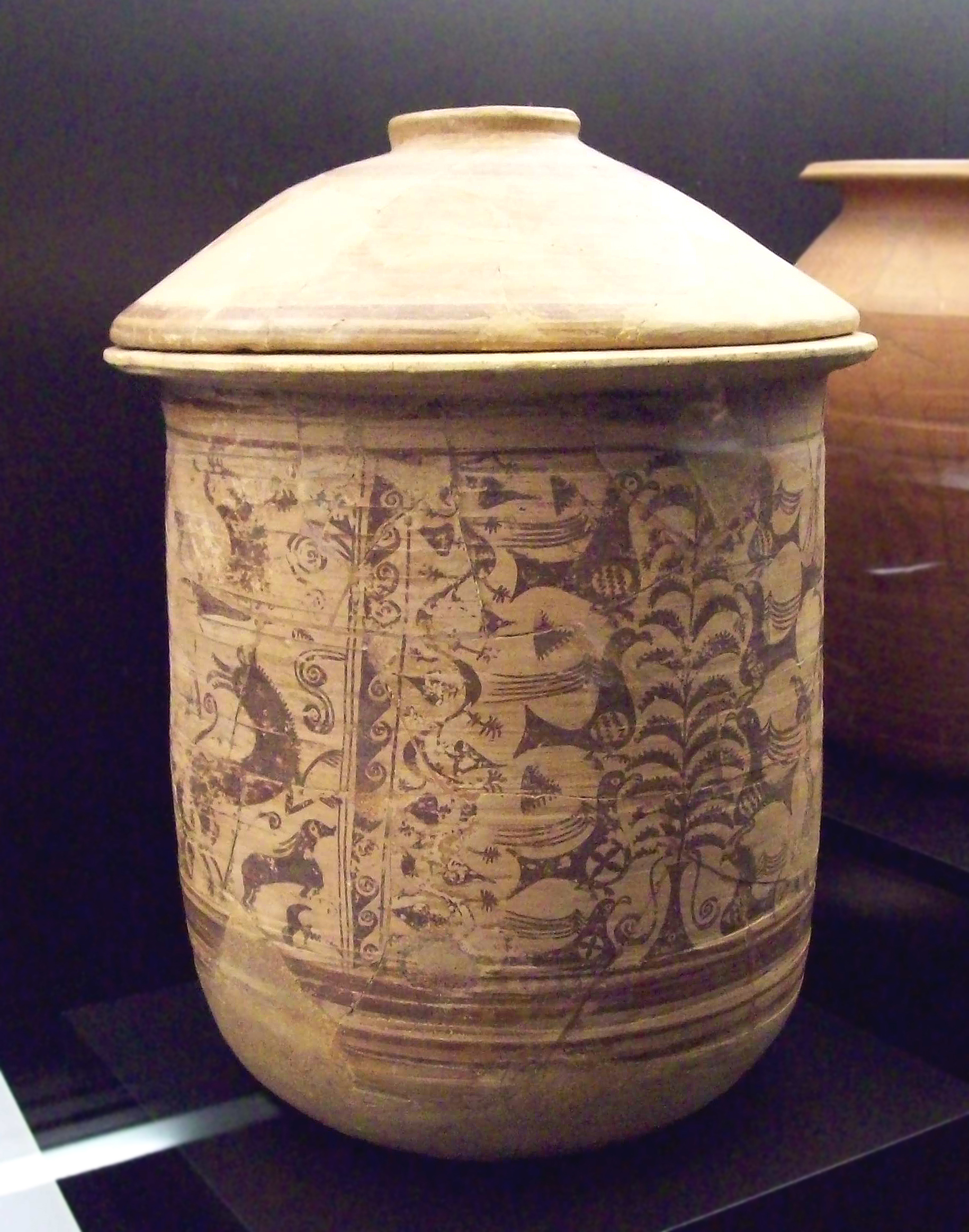
Cálato de arcilla de Cabezo de Alcalá

### El estilo de Azaila-Alloza
El estilo Azaila-Alloza debe su nombre a las colecciones arqueológicas de dos importantes poblados aragoneses como son el Cabezo de Alcalá (Azaila) y el Castelillo (Alloza). En el estado actual de la investigación, la cronología del estilo de Azaila-Alloza se fecha casi contemporáneamente al de Elche-Archena, esto es en pleno período ibero-romano. Sus primeros elementos se dan al parecer a partir de la segunda mitad del siglo II a. C. y hasta el siglo I a. C. en un área que abarca las actuales provincias de Teruel y Zaragoza. Al igual que en Llíria o en Elche, el estilo de Azaila-Alloza destaca por el enriquecimiento temático de la decoración pintada de la cerámica ibérica al incorporar motivos vegetales, animales y humanos, pero a diferencia de los anteriores, el contenido narrativo de las escenas pierde su carga simbólica ya que salvando la excepción de algunas extraordinarias escenas naturalistas con animales, las composiciones más emblemáticas constituyen a menudo meros frisos decorativos sin contenido ideológico.

### El estilo de Fontscaldes y la difusión mediterránea del Sombrero de Copa
Desde los trabajos de Antonio García y Bellido en 1952 los investigadores se han tomado interés por la difusión de la cerámica ibérica pintada en la cuenca occidental del cuenca del Mediterráneo, y a los trabajos de Nino Lamboglia sobre la cerámica ibérica de Albintimilium siguieron una serie de notas cuyo mapa de distribución se enriquece y actualiza a medida que avanzan las investigaciones. Desde el principio de estos estudios ha llamado la atención el reducido repertorio tipológico de los hallazgos, que prácticamente se limitan a la forma del "Sombrero de Copa" o "kalathos", un hecho que desde entonces se explica aduciendo el carácter de envase comercial de dicha forma. En otras palabras, la cerámica ibérica no es más que el medio de transporte de una mercancía, quizás miel, o cera, comercializada desde la península a partir de la conquista romana, dada su cronología de los siglos II y I a. C. Aquellos primeros estudios también identificaron el origen geográfico de esta difusión en el noreste peninsular. El alfar ibérico de Fontscaldes (Valls, Tarragona) dado a conocer por Colominas desde 1920 había proporcionado prototipos de "Sombreros de Copa" semejantes por sus tipos y decoraciones a aquellos que fueron hallándose en gran parte de las costas de Italia y del Sur de Francia. Los testares del alfar ibérico de Fontscaldes han proporcionado cinco producciones del "sombrero de copa", diferenciadas por sus tamaños, así como una forma de plato hondo o lekane, todos ellos con decoraciones geométricas o fitomorfas. Las producciones decoradas con motivos vegetales que dan su nombre al "estilo de Fontscaldes" muestran dos patrones decorativos cuyo tema principal es la llamada "hoja de hiedra", un motivo vegetal coriforme con sus roleos y brácteas, representado en tallo serpenteante alrededor del vaso o exento en [metopas] alternando con paneles geométricos. Curiosamente el lekane, es el prototipo que de forma minoritaria acompaña al sombrero de copa en su distribución extra-peninsular, con hallazgos significativos en Ruscino (Perpiñán), Ensérune (Beziers) y Espeyran (Saint Gilles). Ello ha sido utilizado para otorgar a este alfar cercano a Tarragona una vocación industrial volcada al comercio exterior marítimo. Un segundo centro productor de «Sombreros de Copa», con una decoración geométrica que podríamos cualificar como "decadente", que incluye producciones de vasos grises de decoración roja, podría hallarse en el hinterland de Ampurias.
Finalmente, parece que muchos hallazgos de Italia (Albintimilium) y del sur de Francia (Ensérune) no hallan sus paralelos ni en Fontscaldes, ni en Ampurias, sino en las producciones llergetas del Bajo Segre. La importancia de la difusión mediterránea de la cerámica ibérica estriba en un triple motivo: en primer lugar, acontece en un ámbito en el que la alfarería traspasa el nivel de producción artesanal para alcanzar un nivel industrial; el estilo de Fontscaldes se distingue por sus estereotipos: el reducido repertorio de formas y la escasa complejidad de las decoraciones pintadas. En segundo lugar los mapas de distribución de hallazgos reflejan la vocación marítima de su comercialización y finalmente se sospecha que la expansión mediterránea de esta cerámica fue potenciada por la presencia romana en Hispania, especialmente en el noreste peninsular. La asignatura pendiente de esta investigación quizás consista en completar el mapa de difusión con hallazgos peninsulares, lo cual constituye un auténtico reto dada la dificultad de distinguir entre producciones locales e importaciones.